# تشيستر إدوارد إيد
تشيستر إدوارد إيد (بالإنجليزية: Chester Edward Ide)‏ هو مدرس وملحن أمريكي، ولد في 1878 في سبرينغفيلد في الولايات المتحدة، وتوفي في 1944.